# 日照西站 (张郭村)
日照西站原名日照站，位于中国山东省日照市东港区迎宾路南侧、昭阳路东侧，是兖石铁路上的一个已经撤销的车站，中心里程为DK302+940。1986年1月1日本站启用；1994年7月1日，兖石铁路石臼所站更名为日照站，故本站更名为日照西站。2018年，兖石铁路奎山镇站更名为日照西站。